# Calophya monticola
Calophya monticola är en insektsart som beskrevs av Brown och Hodkinson 1988. Calophya monticola ingår i släktet Calophya och familjen Calophyidae. Inga underarter finns listade i Catalogue of Life.